# Plug & Display

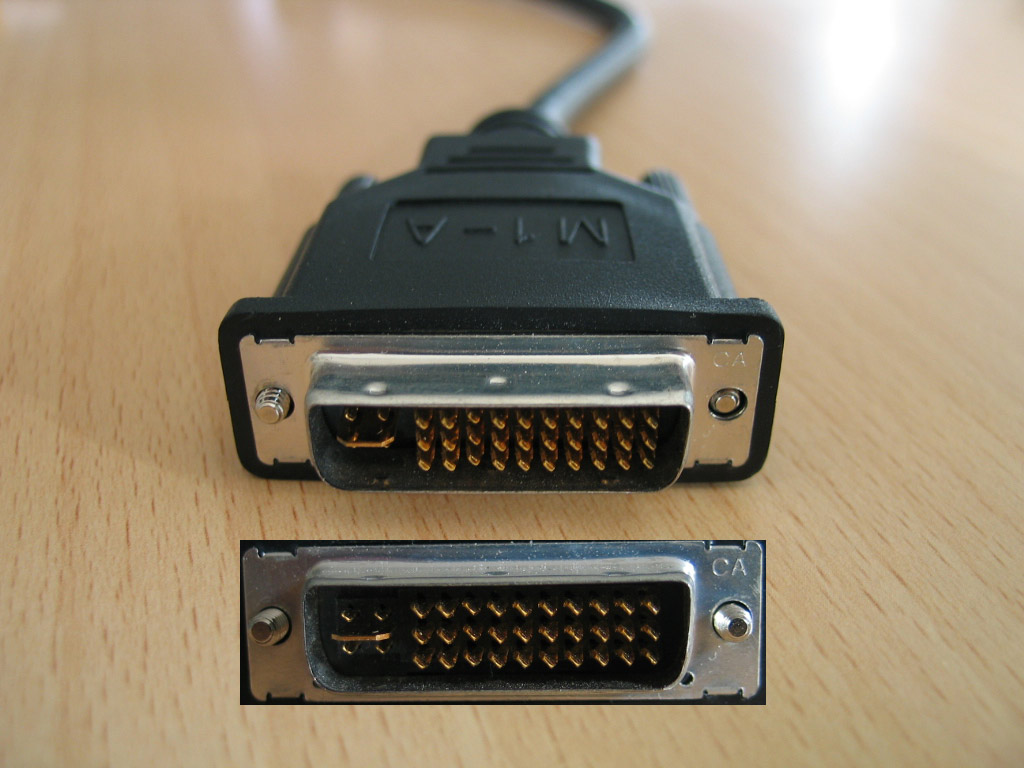
Wtyczka P&D

P&D (ang. Plug and Display) – standard interfejsu stworzony i promowany przez organizację VESA (Video Electronics Standards Association). Do jego zalet należy możliwość przesyłania zarówno sygnałów analogowych (a więc podłączenia tradycyjnego monitora), jak i cyfrowych, w tym także transmisji USB czy FireWire. 30-pinowe złącze P&D, choć drogie, ma największe możliwości. Jego uniwersalność okupiona została jednak wysoką ceną, więc jest ono stosunkowo rzadko stosowane.